# イーデントン級救難艦
イーデントン級救難艦（Edenton Class Salvage and Rescue Ship）は、アメリカ海軍の救難艦。救難と曳船を主要任務とする。イギリスのブルーク・マリーン社で、1971年から1972年にかけて3隻が就役した。当初は5隻建造すること計画されたが、建造費の高騰により2隻がキャンセルされている。

## 概要
艦の前後に各1基デリック式のクレーンを装備しており、外観上の特徴ともなっている。各クレーンは前部で10t、後部で20tの容量がある。
他に救難装備として、4点係留ブイ、再圧タンクを備えており、艦艇の曳航、深度260mまでの潜水艦救難作業、重量270t、水深40mまでの重量物引き揚げ、消火など、多様な救難任務に従事することが可能である。

## 同型艦

### 沿岸警備隊へ移管

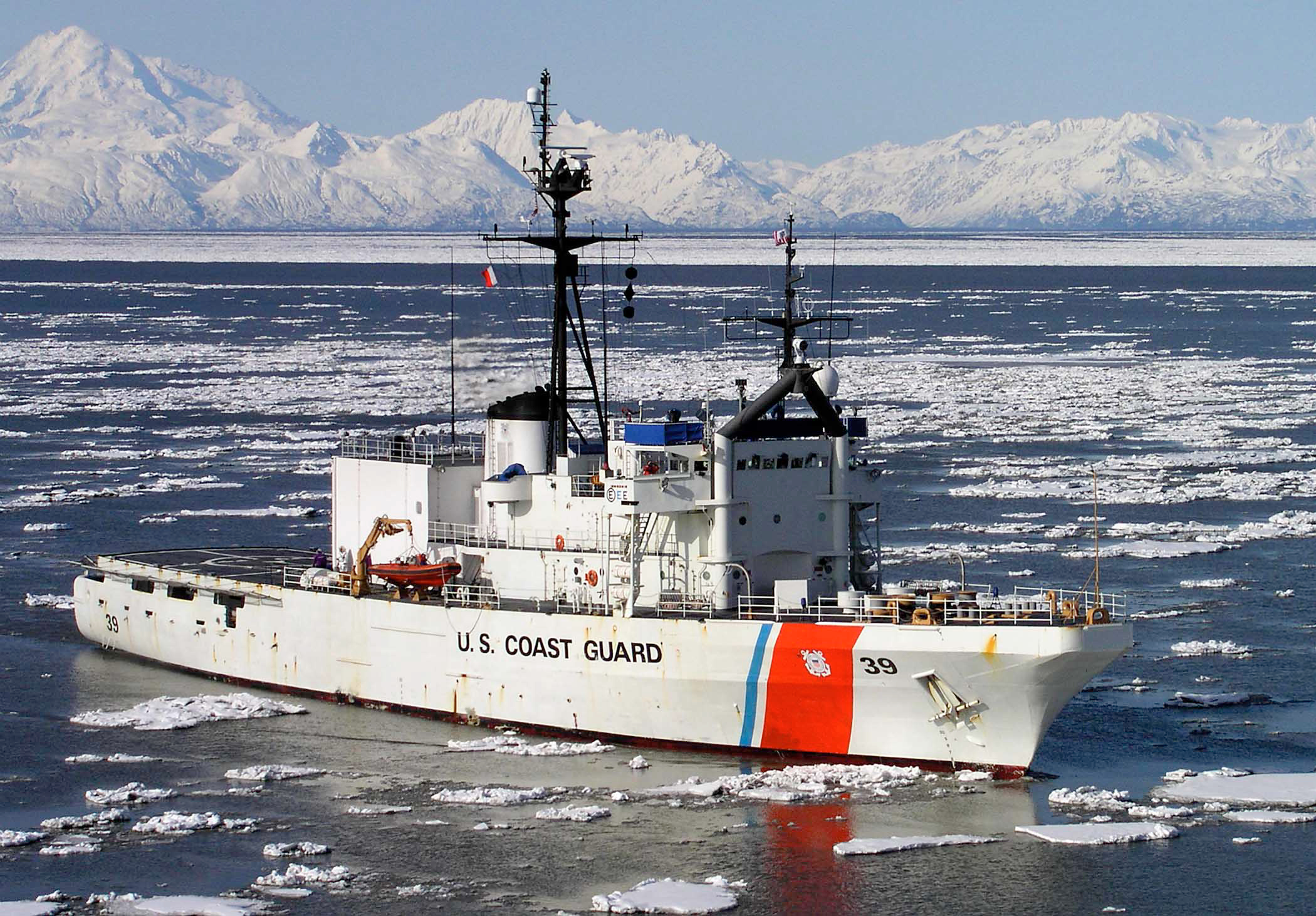
USCGC アレックス・ヘイリー

1番艦のイーデントンは、1996年退役後沿岸警備隊へ移管され、アレックス・ヘイリー(USCGC Alex Haley WMEC-39)に改名カッターとして再就役した。
引渡後改装が行われ、艦前後のクレーンを始め救難設備は撤去、後部にはヘリコプター用の格納庫と発着甲板を新設、SPS-40対空レーダーとTACAN、Mk 38 25 mm 機関砲2基を新たに搭載している。

### 韓国海軍へ引渡
2番艦のビューフォートと3番艦のブランズウィックは、1996年退役後韓国海軍へ引渡され、それぞれATS-27 平澤（ピョンテック、ROK Pyongtaek）、ATS-28 光陽（クァンヤン、ROK Kwangyang）と名を改め、同海軍で引続き救難任務に就いた。引渡に際しクレーンを換装している。2016年までに二隻とも退役し、「平澤」は平沢市で展示される予定。
| 番号  | 艦名                       | 起工           | 進水            | 就役            | 退役            | 備考                                                                                    |
| ----- | -------------------------- | -------------- | --------------- | --------------- | --------------- | --------------------------------------------------------------------------------------- |
| ATS-1 | イーデントン Edenton       | 1967年 3月27日 | 1968年 5月15日  | 1971年 3月23日  | 1996年 3月29日  | アメリカ沿岸警備隊へ移管、アレックス・ヘイリー(USCGC Alex Haley WMEC-39)に改名。        |
| ATS-2 | ビューフォート Beaufort    | 1968年 2月19日 | 1968年 12月1日  | 1972年 1月22日  | 1996年 3月8日   | 1996年8月29日韓国へ引渡、ATS-27 平澤（ピョンテック、ROK Pyongtaek）に改名。2016年退役。 |
| ATS-3 | ブランズウィック Brunswick | 1968年 5月27日 | 1969年 10月14日 | 1972年 12月19日 | 1996年 12月12日 | 1997年2月7日韓国へ引渡、ATS-28 光陽（クァンヤン、ROK Kwangyang）に改名。2015年に退役。  |
| ATS-4 |                            |                |                 |                 |                 | 建造中止                                                                                |
| ATS-5 |                            |                |                 |                 |                 | 建造中止                                                                                |